# Дерегівка
Дерегі́вка — село в Україні, у Нововодолазькій селищній громаді Харківського району Харківської області. Населення становить 354 осіб. Колишній (до 2020) орган місцевого самоврядування — Просянська сільська рада.

## Географія
Село Дерегівка знаходиться на відстані 3 км від річки Вільхуватка (лівий берег). На відстані 2 км розташовані села Лихове, Станичне, Білоусівка і Червона Поляна. Поруч проходить автомобільна дорога М18 (E105). За 4 км знаходиться залізнична станція Караван .

## Історія
Під час організованого радянською владою Голодомору 1932—1933 років померло щонайменше 22 жителі села.
12 червня 2020 року, розпорядженням Кабінету Міністрів України № 725-р «Про визначення адміністративних центрів та затвердження територій територіальних громад Харківської області», увійшло до складу Нововодолазької селищної громади.
19 липня 2020 року, в результаті адміністративно-територіальної реформи та ліквідації Нововодолазького району, село увійшло до складу новоутвореного Харківського району.

## Населення

### Мова
Розподіл населення за рідною мовою за даними перепису 2001 року:
| Мова       | Кількість | Відсоток |
| ---------- | --------- | -------- |
| українська | 314       | 88.7%    |
| російська  | 40        | 11.3%    |
| Усього     | 354       | 100%     |

## Економіка
- Сільськогосподарське ТОВ «Ягідне».
- «Нива», сільськогосподарське ТОВ.

## Об'єкти соціальної сфери
- Фельдшерсько-акушерський пункт.